# Christian Lacroix (première collection)
La première collection de Christian Lacroix à son nom, composée d'une soixantaine de modèles, est présentée le 26 juillet 1987, année de l'ouverture de sa maison. D'inspirations multiculturelle et historique, celle-ci fait date dans l'histoire de la mode.

## Préambule
Durant les années 1980, la mode alterne entre une tendance voyante, faite de logo, marques, couleurs et un courant de créateurs plus neutres développant une mode terne ou minimaliste. Le sportswear submerge la rue, le Lycra et les nouvelles matières s'incrustent partout. La haute couture, qui souffre depuis de nombreuses années, retrouve ses clientes. Les ancestrales maisons que sont Yves Saint Laurent et Hubert de Givenchy se posant comme les gardiens du temple, Dior ou Chanel et son emblématique tailleur remis au goût du jour par Lagerfeld, dominent cet élitiste univers. En cette époque, la haute couture seule n'est plus rentable ; elle sert d'image pour vendre en masse prêt-à-porter et accessoires couteux. Voilà bien longtemps qu'une nouvelle maison n'a pas été créée à Paris. 

## Historique
À l'aube de la création de LVMH, Bernard Arnault, qui possède déjà Dior et vient d'investir dans Céline, paye une quinzaine de millions de francs pour débaucher Christian Lacroix de chez Patou. Celui-ci s'est fait connaitre depuis quelque temps pour son travail dans cette maison,,, entre autres avec la robe pouf, et est récompensé finalement par un Dé d'or. Arnault lui offre d'ouvrir la maison qui portera son nom et ajoute donc plusieurs dizaines de millions à ses dépenses par l'intermédiaire de la Financière Agache,. Annoncée dès le mois de février, la maison ouvre en avril dans les anciens locaux de Jacques Esterel, faubourg Saint-Honoré. Le couturier va bouleverser ce domaine feutré avec une première collection qui fera date dans l'histoire de la mode. 
Christian Lacroix présente à l'Hôtel Intercontinental la collection haute couture « automne-hiver 1987-1988 » en juillet 1987, sa première, très attendue,.
Trouvant ses inspirations dans le théâtre, l'Espagne ainsi que ses origines provençales, mélanges de Camargue et de Provence, le couturier, avec sa maitrise de la couleur, alterne entre des teintes sombres et vives pour établir la tendance d'une collection retenue comme « incroyablement colorée » où dominent, opposés au noir, le orange, rouge, fuchsia ou violet. Impressions originales ou de larges rayures noires et blanches, garnitures de perles, broderies réalisées à la main, galon, tweed, satin, velours ou aplats rouges et dentelle noire, mélange de tissus somptueux, fourrure, Christian Lacroix présente des créations luxueuses et ostentatoires laissant une large place aux savoir-faire de l'artisanat et des métiers d'art. Les multiples détails historiques font référence aux costumes traditionnels, châles, caracos, fichus, volants d'Arlésienne, c'est toute une culture, un patrimoine que présente le couturier tout en conservant une « absolue nouveauté ». Les jupes abordent plusieurs coupes, qu'elles soient courtes inspirée des crinolines du XVIIIe siècle, en formes de parapluie, de cloche, de trapèze ou d'amphores parfois renforcée d'un pouf comme au XIXe siècle, placé sur le devant ; les robes elles aussi restent variées, des robes-manteaux aux robes drapées, ou encore des robes de soirée à bustier. Les chapeaux sont très présents comme accessoires de la soixantaine de modèles. Comme de tradition, la mariée clôture ce défilé à la mise en scène soignée, vêtue d'une robe blanche et d'une veste noire portée par Marie Seznec. « Une heure historique, à pouf et à pois ».
Dès cette première collection, il impose un style totalement maitrisé. Véritable spectacle, il reçoit une ovation comme peu en ont vu auparavant,. Les États-Unis lui accordent immédiatement une large reconnaissance. Les clientes se précipitent : la Princesse Fyryal de Jordanie (en), Madonna, ou Paloma Picasso.
Christian Lacroix tranche réellement avec ce qui existe à l'époque ; il remet en cause les tendances fortes de ces années 1980 symbolisées par les épaules carrées du power dressing, le fluo du sportswear ou l'usage de teintes ternes par les créateurs minimalistes. Les médias européens et américains, qui parlent de la « révolution Lacroix », sont unanimes,, décrivant le « triomphe » du couturier perçu alors comme l'avenir de la haute couture. L'Officiel dit que « cette collection signée de son nom jette les bases d'une création marquante par son audace, sa richesse de tons tout à fait inédite », « on avait rien vu de tel depuis vingt-cinq » commente le Sunday Times ; Nicholas Coleridge (en) écrit que « vous n'en revenez pas et personne au monde n'en revient ». Le New York Times précise qu'aucune « réputation n'a jamais été faite aussi rapidement que Lacroix, aucune nouvelle orientation donnée si soudainement » ; The International Herald Tribune met Lacroix en première page à l'issue du défilé.
Le retentissement de cette première collection dans l'immédiat de l'ouverture de sa maison vaut alors à Christian Lacroix d'être régulièrement comparé à Christian Dior et son New Look,,, ou parfois Saint Laurent.